# Театральная улица (Таганрог)
Театральная улица — улица в Западном микрорайоне Таганрога.

## География
Театральная улица берет своё начало от Транспортной улицы и упирается в военный аэродром. Нумерация домов — от Транспортной улицы.

## История
В предвоенные годы этот район представлял собой степь. Его заселение началось в 1947 году. Образовавшийся посёлок получил название Западный, в соответствии с его расположением относительно старого Таганрога.
В 1957 году на улице им. Ковпака был построен кинотеатр «Россия». Это стало большим событием для жителей района. Кино было для них единственным развлечением. Зрительный зал ежедневно заполнялся до отказа. Дети зачастую располагались прямо на полу, перед экраном. Тогда же улицу им. Ковпака переименовали в Театральную улицу.

## На улице расположены
- Церковь святого Сергия Радонежского[1]

## Памятники
- Памятник советским летчикам[2].
- Памятник воинам-таганрожцам.

## Интересные факты
- Церковь святого Сергия Радонежского расположилась в здании бывшего кинотеатра «Россия»[1], в котором некоторое время располагался филиал «Сбербанк России», затем работала шиномонтажная мастерская, а уж потом здание приспособили под церковь